# Rädchen
Rädchen ist eine Ortslage im Stadtbezirk Ronsdorf der bergischen Großstadt Wuppertal in Nordrhein-Westfalen/Deutschland.

## Lage und Beschreibung
Die Ortslage liegt im Wohnquartier Blutfinke an der gleichnamigen Straße östlich der Hofschaft Heidt an der Grenze zu Remscheid auf der Wasserscheide zwischen dem Leyerbach und der Gelpe. Benachbarte Ortslagen sind neben Heidt die Orte und Wohnplätze Stall, Echo, Grünenbaum, Mühle und die Remscheider Orte Neuland und Langenhaus. Bei Rädchen befindet sich das Quellgebiets des Heusiepen.

## Etymologie und Geschichte
Rädchen ist ein Diminutiv von Rade (= Rodung).
Die erste urkundliche Erwähnung von Rädchen erfolgte im Jahr 1547. Der Ort gehörte in der frühen Neuzeit zu dem Kirchspiel Lüttringhausen des Amtes Beyenburg. Rädchen lag an einem Kohlenweg vom Lichtscheid über die Höhen zu dem Hammerwerken im Remscheider Morsbachtal. Von diesem Kohlenweg ist südlich von Rädchen bei Neuland ein Hohlweg als Bodendenkmal unter Schutz gestellt. Dieser Kohlenweg ist auf der Topographia Ducatus Montani von Erich Philipp Ploennies von 1715 verzeichnet.
Auf der Topographischen Aufnahme der Rheinlande von 1824 und auf der Preußischen Uraufnahme von 1843 ist der Ort verzeichnet.
1832 gehörte Rädchen zur Heider Rotte des ländlichen Außenbezirks der Stadt Ronsdorf. Der laut der Statistik und Topographie des Regierungsbezirks Düsseldorf als Kotten kategorisierte Ort besaß zu dieser Zeit ein Wohnhaus und ein landwirtschaftliches Gebäude. Zu dieser Zeit lebten acht Einwohner im Ort, alle evangelischen Glaubens. Im Gemeindelexikon für die Provinz Rheinland von 1888 werden drei Wohnhäuser mit 21 Einwohnern angegeben.